# Statistiche della Coppa del Mondo di rugby 2003

## Statistiche di squadra
| #  | Squadra       | G | V | N | P | P+  | P-  | P±   | MT | TR | CP | DG |
| -- | ------------- | - | - | - | - | --- | --- | ---- | -- | -- | -- | -- |
| V  | Inghilterra   | 7 | 7 | 0 | 0 | 327 | 88  | +239 | 36 | 27 | 23 | 8  |
| F  | Australia     | 7 | 6 | 0 | 1 | 345 | 78  | +267 | 43 | 32 | 21 | 1  |
| SF | Nuova Zelanda | 7 | 6 | 0 | 1 | 361 | 101 | +260 | 52 | 40 | 6  | 1  |
| SF | Francia       | 7 | 5 | 0 | 2 | 267 | 155 | +112 | 29 | 22 | 22 | 4  |
| QF | Galles        | 5 | 3 | 0 | 2 | 149 | 126 | +23  | 17 | 14 | 11 | 1  |
| QF | Scozia        | 5 | 3 | 0 | 2 | 118 | 130 | −12  | 12 | 8  | 13 | 1  |
| QF | Sudafrica     | 5 | 3 | 0 | 2 | 193 | 89  | +104 | 27 | 17 | 7  | 1  |
| QF | Irlanda       | 5 | 3 | 0 | 2 | 162 | 99  | +63  | 20 | 16 | 9  | 1  |
| 3G | Argentina     | 4 | 2 | 0 | 2 | 140 | 57  | +83  | 18 | 13 | 6  | 2  |
| 3G | Samoa         | 4 | 2 | 0 | 2 | 138 | 117 | +21  | 18 | 12 | 8  | 0  |
| 3G | Figi          | 4 | 2 | 0 | 2 | 98  | 114 | −16  | 10 | 6  | 12 | 0  |
| 3G | Italia        | 4 | 2 | 0 | 2 | 77  | 123 | −46  | 5  | 5  | 14 | 0  |
| 4G | Stati Uniti   | 4 | 1 | 0 | 3 | 86  | 125 | −39  | 9  | 7  | 9  | 0  |
| 4G | Canada        | 4 | 1 | 0 | 3 | 54  | 135 | −81  | 4  | 2  | 9  | 1  |
| 4G | Romania       | 4 | 1 | 0 | 3 | 65  | 192 | −127 | 8  | 5  | 5  | 0  |
| 4G | Uruguay       | 4 | 1 | 0 | 3 | 56  | 255 | −199 | 6  | 4  | 6  | 0  |
| 5G | Tonga         | 4 | 0 | 0 | 4 | 46  | 178 | −132 | 7  | 4  | 1  | 0  |
| 5G | Giappone      | 4 | 0 | 0 | 4 | 79  | 163 | −84  | 6  | 5  | 12 | 1  |
| 5G | Georgia       | 4 | 0 | 0 | 4 | 46  | 200 | −154 | 1  | 1  | 12 | 1  |
| 5G | Namibia       | 4 | 0 | 0 | 4 | 28  | 310 | −282 | 4  | 4  | 0  | 0  |

## Statistiche individuali

### Mete
| Mete | Giocatore           |
| ---- | ------------------- |
| 7    | Doug Howlett        |
| 7    | Mils Muliaina       |
| 6    | Joe Rokocoko        |
| 5    | Chris Latham        |
| 5    | Mat Rogers          |
| 5    | Lote Tuqiri         |
| 5    | Will Greenwood      |
| 5    | Josh Lewsey         |
| 4    | Pablo Bouza         |
| 4    | Martín Gaitán       |
| 4    | Matt Giteau         |
| 4    | Stirling Mortlock   |
| 4    | Christophe Dominici |
| 4    | Leon MacDonald      |
| 4    | Jason Robinson      |
| 4    | Caleb Ralph         |
| 4    | Carlos Spencer      |
| 3    | Matt Burke          |
| 3    | Rupeni Caucau       |
| 3    | Imanol Harinordoquy |
| 3    | Yannick Jauzion     |
| 3    | Brian Liebenberg    |
| 3    | Colin Charvis       |
| 3    | Iain Balshaw        |
| 3    | Denis Hickie        |
| 3    | Brian O'Driscoll    |
| 3    | Brian Lima          |
| 3    | Simon Danielli      |
| 3    | Bakkies Botha       |
| 3    | Jaque Fourie        |

### Punti
| Mete | Giocatore         |
| ---- | ----------------- |
| 113  | Jonny Wilkinson   |
| 103  | Frédéric Michalak |
| 100  | Elton Flatley     |
| 75   | Leon MacDonald    |
| 71   | Chris Paterson    |
| 57   | Mat Rogers        |
| 51   | Mike Hercus       |
| 50   | Rima Wakarua      |
| 49   | Earl Va'a         |
| 48   | Dan Carter        |
| 48   | Derick Hougaard   |
| 45   | Nicky Little      |
| 40   | Toru Kurihara     |
| 36   | Stephen Jones     |
| 35   | Doug Howlett      |
| 35   | Mils Muliaina     |
| 33   | Gonzalo Quesada   |
| 30   | Iestyn Harris     |
| 30   | Paul Grayson      |
| 30   | Ronan O'Gara      |
| 30   | Joe Rokocoko      |

## Affluenza
| Data             | Incontro                        | Impianto                           | Spettatori |
| ---------------- | ------------------------------- | ---------------------------------- | ---------- |
| 22 novembre 2003 | Australia — Inghilterra 17-20   | Stadium Australia, Sydney          | 82957      |
| 15 novembre 2003 | Australia — Nuova Zelanda 22-10 | Stadium Australia, Sydney          | 82444      |
| 16 novembre 2003 | Inghilterra — Francia 24-7      | Stadium Australia, Sydney          | 82346      |
| 10 ottobre 2003  | Australia — Argentina 24-8      | Stadium Australia, Sydney          | 81350      |
| 2 novembre 2003  | Nuova Zelanda — Galles 53-37    | Stadium Australia, Sydney          | 80112      |
| 25 ottobre 2003  | Francia — Scozia 51-9           | Stadium Australia, Sydney          | 78974      |
| 20 novembre 2003 | Francia — Nuova Zelanda 13-40   | Stadium Australia, Sydney          | 62712      |
| 1º novembre 2003 | Australia — Irlanda 17-16       | Docklands Stadium, Melbourne       | 54206      |
| 26 ottobre 2003  | Inghilterra — Samoa 35-22       | Docklands Stadium, Melbourne       | 50647      |
| 18 ottobre 2003  | Australia — Romania 90-8        | Lang Park, Brisbane                | 48778      |
| 1º novembre 2003 | Samoa — Sudafrica 10-60         | Lang Park, Brisbane                | 48496      |
| 24 ottobre 2003  | Nuova Zelanda — Tonga 91-7      | Lang Park, Brisbane                | 47588      |
| 20 ottobre 2003  | Scozia — Stati Uniti 39-15      | Lang Park, Brisbane                | 46796      |
| 11 ottobre 2003  | Figi — Francia 18-61            | Lang Park, Brisbane                | 46795      |
| 2 novembre 2003  | Inghilterra — Uruguay 111-13    | Lang Park, Brisbane                | 46233      |
| 8 novembre 2003  | Australia — Scozia 33-16        | Lang Park, Brisbane                | 45412      |
| 9 novembre 2003  | Inghilterra — Galles 28-17      | Lang Park, Brisbane                | 45252      |
| 8 novembre 2003  | Nuova Zelanda — Sudafrica 29-9  | Docklands Stadium, Melbourne       | 40734      |
| 11 ottobre 2003  | Italia — Nuova Zelanda 7-70     | Docklands Stadium, Melbourne       | 40715      |
| 17 ottobre 2003  | Canada — Nuova Zelanda 6-68     | Docklands Stadium, Melbourne       | 38889      |
| 18 ottobre 2003  | Inghilterra — Sudafrica 25-6    | Subiaco Oval, Perth                | 38834      |
| 1º novembre 2003 | Figi — Scozia 20-22             | Sydney Football Stadium            | 37137      |
| 19 ottobre 2003  | Irlanda — Namibia 64-7          | Sydney Football Stadium            | 35382      |
| 24 ottobre 2003  | Georgia — Sudafrica 19-46       | Sydney Football Stadium            | 34308      |
| 22 ottobre 2003  | Argentina — Romania 50-3        | Sydney Football Stadium            | 33673      |
| 9 novembre 2003  | Francia — Irlanda 43-21         | Docklands Stadium, Melbourne       | 33134      |
| 15 ottobre 2003  | Figi — Stati Uniti 19-18        | Lang Park, Brisbane                | 30990      |
| 26 ottobre 2003  | Argentina — Irlanda 15-16       | Adelaide Oval                      | 28803      |
| 28 ottobre 2003  | Georgia — Uruguay 12-24         | Sydney Football Stadium            | 28576      |
| 25 ottobre 2003  | Australia — Namibia 142-0       | Adelaide Oval                      | 28196      |
| 12 ottobre 2003  | Inghilterra — Georgia 84-6      | Subiaco Oval, Perth                | 25501      |
| 12 ottobre 2003  | Canada — Galles 10-41           | Docklands Stadium, Melbourne       | 24874      |
| 25 ottobre 2003  | Italia — Galles 15-27           | Canberra Stadium                   | 22641      |
| 15 ottobre 2003  | Samoa — Uruguay 60-13           | Subiaco Oval, Perth                | 22020      |
| 19 ottobre 2003  | Georgia — Samoa 9-46            | Subiaco Oval, Perth                | 21507      |
| 18 ottobre 2003  | Francia — Giappone 51-29        | Willows Sports Complex, Townsville | 21309      |
| 21 ottobre 2003  | Canada — Italia 14-19           | Canberra Stadium                   | 20515      |
| 19 ottobre 2003  | Tonga — Galles 20-27            | Canberra Stadium                   | 19806      |
| 27 ottobre 2003  | Giappone — Stati Uniti 26-39    | Central Coast Stadium, Gosford     | 19653      |
| 11 ottobre 2003  | Irlanda — Romania 45-17         | Central Coast Stadium, Gosford     | 19193      |
| 12 ottobre 2003  | Giappone — Scozia 11-32         | Willows Sports Complex, Townsville | 19170      |
| 15 ottobre 2003  | Italia — Tonga 36-12            | Canberra Stadium                   | 18967      |
| 14 ottobre 2003  | Argentina — Namibia 67-14       | Central Coast Stadium, Gosford     | 17887      |
| 31 ottobre 2003  | Francia — Stati Uniti 41-14     | Wollongong Showground              | 17833      |
| 23 ottobre 2003  | Figi — Giappone 41-13           | Willows Sports Complex, Townsville | 17269      |
| 11 ottobre 2003  | Sudafrica — Uruguay 72-6        | Subiaco Oval, Perth                | 16906      |
| 29 ottobre 2003  | Canada — Tonga 24-7             | Wollongong Showground              | 15630      |
| 30 ottobre 2003  | Namibia — Romania 7-37          | York Park, Launceston              | 15457      |